# 중앙 인증 서비스
중앙 인증 서비스(Central Authentication Service, CAS)는 웹용 통합 인증 프로토콜이다. 자격 정보(credential, 예: 사용자 ID와 암호)를 한 번만 제공함으로써 사용자가 여러 애플리케이션에 접근할 수 있게 하는 것이 목적이다. 암호와 같은 사용자의 보안 자격 정보에 접근 권한을 제공하지 않아도 웹 애플리케이션들이 사용자를 인증할 수 있게 한다. CAS라는 이름은 이 프로토콜을 구현하는 소프트웨어 패키지를 가리키기도 한다.

## 개요
CAS 프로토콜은 적어도 3개의 파티를 동반한다:
1. 클라이언트 웹 브라우저
2. 인증을 요청하는 웹 애플리케이션
3. CAS 서버

데이터베이스 서버와 같이 자체 HTTP 인터페이스는 없지만 웹 애플리케이션과 통신하는 백엔드 서비스를 수반할 수도 있다.
클라이언트가 인증을 위해 애플리케이션을 방문할 때 이 애플리케이션은 CAS로 리다이렉트 처리된다. CAS는 데이터베이스(이를테면 커베로스, LDAP, 액티브 디렉터리)에 대해 보통 사용자 이름과 암호를 확인함으로써 클라이언트가 진본인지의 여부를 확인한다.
인증이 성공하면 CAS는 클라이언트를 애플리케이션으로 반환하여, 서비스 티켓을 넘겨준다. 그 뒤 애플리케이션은 보안 연결을 통해 CAS에 접촉하고 자신만의 서비스 식별자와 티켓을 제공함으로써 티켓의 유효성을 확인한다. 그 다음 CAS는 애플리케이션에 특정한 사용자가 성공적으로 인증되었는지의 여부에 대한 신뢰할만한 정보를 제공한다.

## 역사
CAS는 예일 대학교 Technology and Planning부의 Shawn Bayern이 착안하여 개발하였다. 나중에는 같은 대학교의 Drew Mazurek에 의해 유지보수되었다. CAS 1.0은 통합 인증을 구현하였다. CAS 2.0은 멀티 티어 프록시 인증을 도입하였다. 기타 여러 CAS 배포판이 새로운 기능과 함께 개발되고 있다.

## 같이 보기
- 오픈ID
- SAML